# Obyčtovská rychta
Obyčtovská rychta se nachází v Obyčtově, v okrese Žďár nad Sázavou. V současné době je chráněna jako kulturní památka České republiky.
V historických pramenech je rychta původně uváděna jako lovecký zámeček. Prvním známým majitelem byl Hynek Krušina z Lichtemburka, který ji v roce 1414 za 1 kop grošů prodal rodině Hajčmanových. V jejich vlastnictví zůstala až do poloviny 19. století. Současná podoba rychty pochází z poloviny 18. století.